# Carsten Thunborg
Carsten Walfrid Thunborg (i Riksdagen kallad Thunborg i Skärholmen), född 2 juni 1918 i Tyssedal i Odda i Norge, död 22 december 2000 i Söderhamn, var en svensk fackföreningsman och kommunistisk politiker.
Thunborg var son till Anders Walfrid Thunborg och Karen Bruvik. Han arbetade som sjöman 1933–1936, sedan som byggnadsarbetare mellan 1936 och 1951 och åter från 1953 till 1957. Mellan 1951 och 1953 arbetade han som journalist på Norrskensflamman i Luleå. Han var med och organiserade Byggnadsarbetareförbundet. Mellan 1957 och 1968 satt han i styrelsen för Sektion 36 av fackförbundet.
Thunborg var medlem i Sveriges kommunistiska parti, det som senare blev Vänsterpartiet. Han var ordförande för Harsprångets kommunistiska arbetarkommun från 1948 till 1951. Han var styrelseledamot i Stockholms kommunistiska arbetarkommun 1955–1958 och ledamot av den nationella partistyrelsen 1958–1967 (inklusive i partiets exekutiva kommitté 1964–1967). Thunborg blev ledamot av riksdagen 1968 till följd av att Axel Jansson hade avlidit.
Thunborg blev senare medlem av Arbetarpartiet kommunisterna (APK), där han blev ledamot av politbyrån för partiet.
I slutet av 80-talet började Thunborg arbeta på en historia om Norrskensflamman. Den första delen utkom 1988 under titeln Mot herremakt - för folkmakt och skildrar tidningens historia från grundandet och fram till Första världskriget. Den var tänkt att följas av en andra del om världskrigen och en tredje del om efterkrigstiden, men arbetet med dessa blev aldrig färdigt under Thunborgs livstid.

## Publikationer
Thunborg, Carsten (1988). Mot herremakt - för folkmakt. Göteborg: Fram. Libris 722334